# Aphaereta muesebecki
Aphaereta muesebecki är en stekelart som beskrevs av Marsh 1969. Aphaereta muesebecki ingår i släktet Aphaereta och familjen bracksteklar. Inga underarter finns listade i Catalogue of Life.